# Орду (вилајет)
Орду (тур. Ordu ili) је вилајет у Турској. Популација вилајета износи 25.066 становника. Административни центар вилајета је град Орду.